# Ketanji Brown Jackson
Ketanji Brown Jackson, née Ketanji Onyika Brown le 14 septembre 1970 à Washington D.C., est une avocate et juriste américaine.
Juge fédérale à partir de 2013, elle devient juge assesseur de la Cour suprême des États-Unis le 30 juin 2022, après avoir été confirmée par le Sénat américain le 7 avril, sur proposition du président Joe Biden.

## Biographie

### Jeunesse, formation et vie privée
Ketanji Onyika Brown naît le 14 septembre 1970 à Washington D.C.,, et elle grandit à Miami, en Floride. Ses parents, qui sont diplômés d'universités historiquement noires, lui donnent un prénom venant d'un pays d'Afrique et la coiffent et l'habillent « à l'africaine ». Ils sont d'abord enseignants, puis deviennent avocat et directrice d'école.
Ketanji Onyika Jackson obtient son baccalauréat universitaire (licence) au Harvard College en 1992, et  poursuit ses études à la faculté de droit de Harvard, où elle est rédactrice en chef de la Harvard Law Review. Elle obtient son Juris Doctor en 1996.
Depuis 1996, elle est mariée à Patrick Jackson, chirurgien avec qui elle a deux filles, Leila et Talia. Elle est protestante non dénominationnelle.

### Carrière

#### Avocate et membre de l'United States Sentencing Commission
Elle commence sa carrière juridique par trois stages, notamment auprès du juge Stephen Breyer de la Cour suprême des États-Unis, en 1999-2000. Elle travaille ensuite dans des cabinets d'avocats privés de 1998 à 2003. De 2003 à 2005, elle est conseillère spéciale adjointe à l'United States Sentencing Commission (commission indépendante chargée de formuler les directives de détermination de peine). De 2005 à 2007, Ketanji Brown Jackson est l'assistante du défenseur public fédéral dans le district de Columbia, où elle traite des affaires devant la Cour d'appel des États-Unis pour le circuit du district de Columbia. De 2007 à 2010, elle est plaideuse en appel chez Morrison & Foerste. Le 23 juillet 2009, le président Barack Obama la nomme au poste de vice-présidente de l'United States Sentencing Commission. Le Sénat américain confirme unanimement sa nomination le 11 février 2010. Elle siège à la Sentencing Commission jusqu'en 2014.

#### Juge fédérale

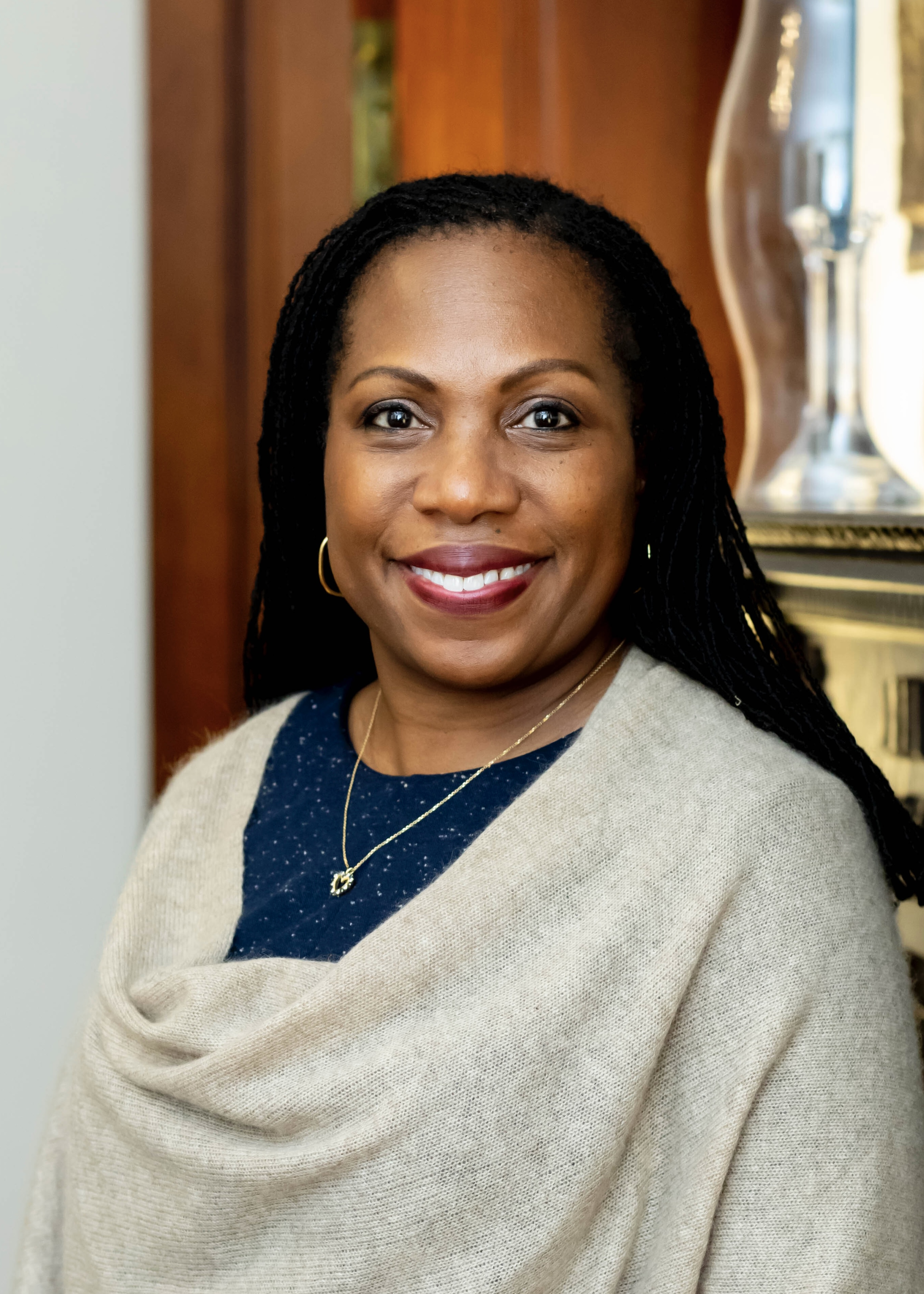
Ketanji Brown Jackson en 2020.

Le 20 septembre 2012, le président Obama propose Ketanji Onyika Jackson au poste de juge fédérale à la Cour de district des États-Unis pour le district de Columbia, au siège laissé vacant par le juge Henry H. Kennedy Jr. (en), qui a pris sa retraite le 18 novembre 2011. Cette proposition fait l'objet d'aller-retour avec le Sénat, et devient effective en 2014. Elle fait partie des candidats possibles pour la succession d'Antonin Scalia à la Cour suprême en 2016.
Fin mars 2021, le président Joe Biden la nomme à 50 ans juge fédérale à la Cour d'appel fédérale du district de Columbia, une instance réputée pour l'importance des dossiers qui y sont examinés. Elle y succède à Merrick Garland, devenu ministre de la Justice.

#### Juge assesseure de la Cour suprême

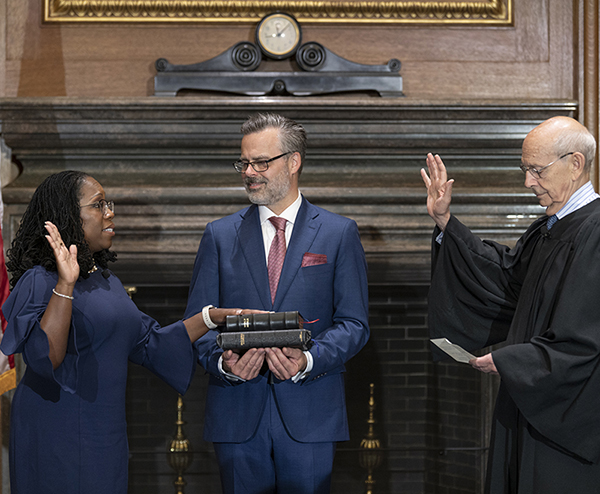
Ketanji Brown Jackson prêtant serment devant Breyer le 30 juin 2022, avec son époux à ses côtés.

En janvier 2022, Ketanji Brown Jackson est pressentie pour être nommée comme juge assesseure de la Cour suprême après l'annonce de la démission de Stephen Breyer, son départ à la retraite étant prévu pour le 30 juin. Finalement, en février 2022, avec un décalage dû à la crise internationale provoquée par l’invasion de l’Ukraine par la Russie, le président américain démocrate Joe Biden propose effectivement sa nomination à la Cour suprême, où elle deviendrait la sixième femme à siéger et la première femme noire. Cette proposition est confirmée le 7 avril suivant par le Sénat,. Elle prête serment le 30 juin suivant.